# علم الآثار الإسلامي
علم الآثار الإسلامي هو علم يتضمن استعادة وتقصي المواد المتبقية من الثقافات السابقة بشكل علمي والتي يمكن أن تسلط الضوء على الفترات والأوصاف الواردة في القرآن الكريم وتاريخ الإسلامنشأ علم الآثار من دراسة متعددة التخصصات أقدم من ذلك والمعروفة باسم علم الآثار. تأسست هيئة الآثار المصرية عام 1858 وتظل منظمة حكومية تعمل على حماية وحفظ التراث والتاريخ القديم لمصر.
ومن بين رواد علم الآثار الإسلامي الأوائل إدوارد جلاسر وألويس موزيل. كان خالد الأسعد هو الوصي الرئيسي على موقع تدمر منذ عام 1963، وأشرف على رفعه إلى قائمة التراث العالمي لليونسكوومن بين أقدم المناطق التي تم استكشافها في المملكة العربية السعودية قرية الفاو ومدائن صالح. قامت جودي ماجنيس بتغطية علم الآثار المتعلق بالاستيطان الإسلامي المبكر في فلسطين، تم افتتاح متحف الآثار والفنون الإسلامية في إيران في عام 1972، ويضم الموقع أدوات يعود تاريخها إلى ما بين 30 ألف إلى 35 ألف سنة، صنعها إنسان نياندرتال موستيري في يافته، ومن بين أقدم القطع الأثرية البشرية تماثيل حيوانية عمرها 9000 سنة من تل سراب في محافظة كرمانشاه، تم افتتاح متحف غزة للآثار في عام 2008، تشمل الأشياء المحمية من العرض أفروديت في ثوبها المكشوف، وصور الآلهة القديمة ومصابيح الزيت التي تحتوي على شمعدانات. منذ عام 2016، تولى تيموثي إنسول، أستاذ الآثار الأفريقية والإسلامية في جامعة إكستر، إدارة مركز الآثار الإسلاميةإنسول عضو في هيئة تحرير مجلة الآثار الإسلامية.
أقدم أثر إسلامي موجود هو قبة الصخرة في القدس والتي تحتوي على بعض أقدم النصوص القرآنية الموجودة، والتي يعود تاريخها إلى عام 692 ميلادي، إنها تختلف عن النص القياسي اليوم تتغير بشكل أساسي من الشخص الأول إلى الشخص الثالث وتختلط مع النقوش التقية الغائبة عن القرآن خلال فترة ستة أسابيع في عام 1833، أنتج فريدريك كاثروود أول مسح تفصيلي معروف.
تشمل الآثار الموجودة في الموقع قبل الإسلام نقوشًا صخرية في جنوب شبه الجزيرة العربية تعود إلى القرن الرابع الميلادي، والتي تشير إلى وجود عدد أقل من التعبيرات الوثنية وبداية استخدام كلمة الرحمن التوحيدية.
وقد أجريت مسوحات أثرية أقل في شبه الجزيرة العربية، وتعتبر من المحرمات في مكة المكرمة والمدينة المنورة. لا يوجد أي أثر معماري يعود إلى عهد محمد في أي من المدينتين، ولم يتم الكشف عن ساحات المعارك المذكورة في القرآن، وتظل المستوطنات المعروفة من ذلك الوقت، مثل خيبر، غير مستكشفة ومن الأدلة الأثرية على الروايات القرآنية التي لم يتم الكشف عنها بعد، ما يتعلق بقوم عاد الذين بنوا الآثار والقلاع في كل نقطة مرتفعة ومصيرهم واضح من بقايا مساكنهم.
وقد دار النزاع السياسي في مدينة أيوديا بولاية أوتار براديش، كما أشار الأكاديمي كيه كيه محمد، حول قضايا أثرية، ما إذا كانت قطعة أثرية، يُعتقد أنها موطن ولادة الإله الهندوسي راما، قد تم هدمها أو تعديلها لإنشاء مسجد بابري.